# دمیترو شوچنکو
دمیترو شوچنکو (اوکراینی: Дмитро Олегович Шевченко؛ زادهٔ ۱۵ آوریل ۲۰۰۰) بازیکن فوتبال اهل اوکراین است.